# Chalifa bin Salman Al Chalifa

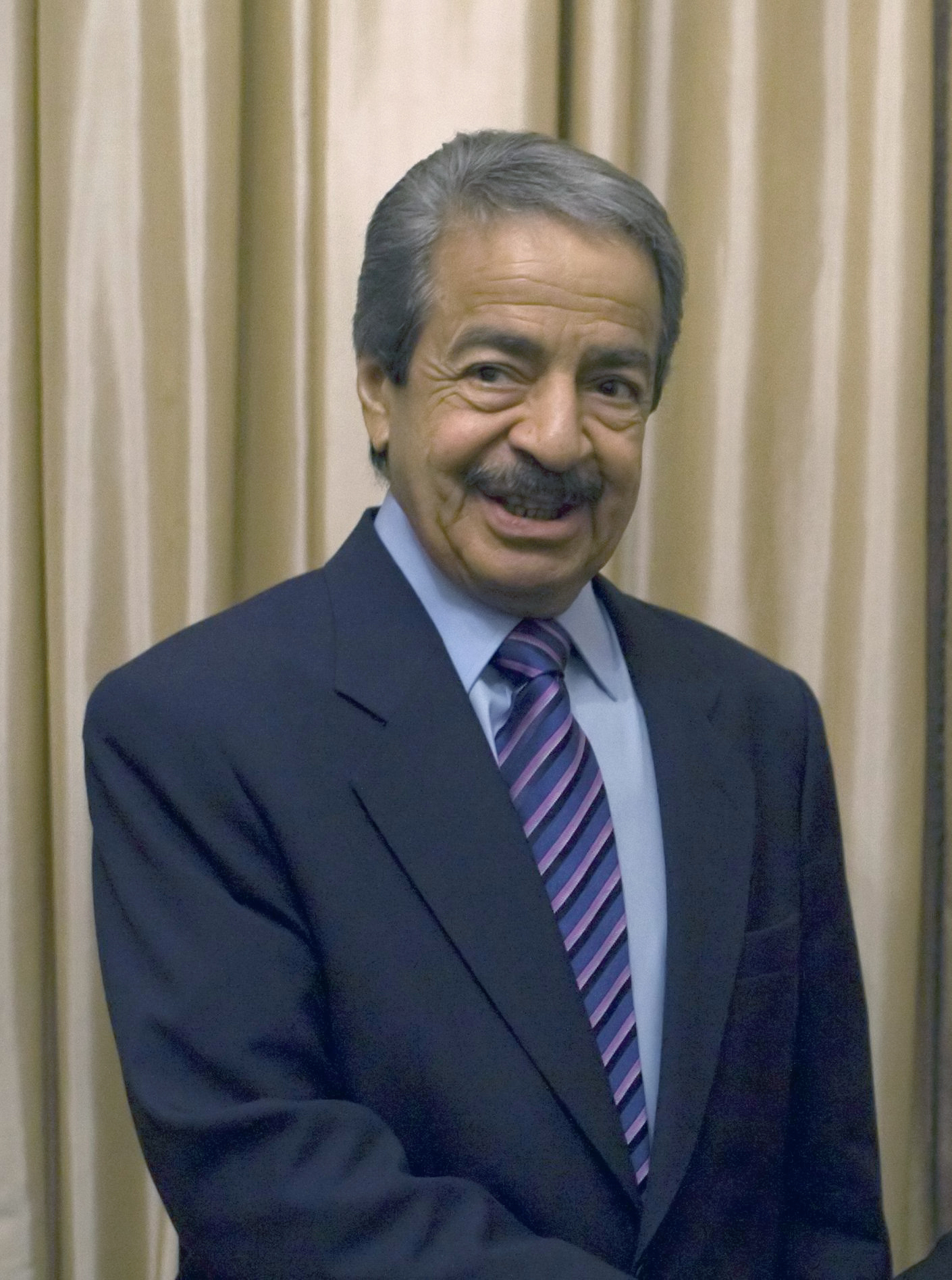
Chalifa bin Salman Al Chalifa (2010)

Scheich Chalifa bin Salman Al Chalifa (arabisch خليفة بن سلمان آل خليفة, DMG Ḫalīfa bin Salmān Āl Ḫalīfa; * 24. November 1935; † 11. November 2020 in Rochester, Minnesota, USA) war vom 10. Januar 1970 bis zu seinem Tod der Premierminister von Bahrain.
Chalifa bin Salman Al Chalifa war der Sohn von Salman (II.) bin Hamad Al Chalifa, Emir von Bahrain von 1942 bis 1961, und dessen Frau Mouza bint Hamad Al Chalifa. Er besuchte die Manama High School und Rifa’a Palace School in Bahrain. Von 1957 bis 1959 studierte er in Großbritannien. Ab 1957 hatte er verschiedenste Regierungs- und Leitungsämter inne.
Er wurde von seinem Bruder, dem damaligen Emir Isa bin Salman Al Chalifa, in das Amt des Premierministers von Bahrain berufen.
Chalifa bin Salman Al Chalifa war der Onkel des amtierenden Königs Hamad bin Isa Al Chalifa.
Am 11. November 2020 starb er im Alter von 84 Jahren in der Mayo Clinic in Rochester, Minnesota (USA) 11 Tage vor seinem 85. Geburtstag. Sein Nachfolger als Ministerpräsident wurde Salman bin Hamad bin Isa Al Chalifa, der zukünftige König von Bahrain.